# シンプソン家のクリスマス
『シンプソンズ家のクリスマス』（原題：“Simpsons Roasting on an Open Fire” 「シンプソンズ ロースティング オン アン オープン ファイヤー」、もしくは“The Simpsons Christmas Special”「ザ・シンプソンズ・クリスマス・スペシャル」）は、30分アニメとして制作された初の『ザ・シンプソンズ』のエピソードのひとつであり、また、シーズン1のエピソードとして制作された物としては8番目に当たる作品である。オリジナル版は1989年12月17日に放送された。脚本はミミ・ポンドが担当し、監督はデヴィッド・シルヴァーマンが担当している。「Simpsons Roasting on an Open Fire」という原題は、1944年に作られた「ザ・クリスマス・ソング」という曲をナット・キング・コールがカバーした曲のサブタイトルからとられている。

## ストーリー
クリスマスが近づいたとある夜、ホーマーと妻のマージそして娘のマギーは、バートとリサが出演するクリスマス発表会に出席するため、スプリングフィールド小学校へと向かう。スキナー校長が進行役を務める中、子供達による合唱そして子供達が様々な国のサンタクロースに扮した芸を始める。この各国のサンタクロースに扮した芸の時に、リサ・シンプソンが南の島のサンタの服装で登場する。この芸のあと、次は4年生によるジングル・ベルの合唱が始まり、その合唱団の一人としてバートが登場。みんなが唄う中、バートはバットマンをネタにした替え歌を歌い、途中で合唱団から外されてしまう。退屈そうな顔をして「あと何年生まであるんだ？」とこぼすホーマー。
こうして、クリスマス発表会も終わり、場面はシンプソン家の居間に切り替わる。クリスマスボックスをいじるホーマー、そして手紙を書くマージ、そして、サンタクロースへの願い事を書いているバートとリサ、そして、ホーマーの父エイブ・シンプソンもその場面で壁に飾った写真という形で登場する。また、マージが書いている手紙の中で飼い猫のスノーボールが死んだ事が書かれており、そしてホーマーがいじっているクリスマスボックスからは、スノーボールIIが出てくる。手紙を書き終えたマージはバートとリサに今年のクリスマスのサンタへの願い事は書いたと尋ねる。マージは、リサとバートの願い事が書かれた手紙を読むが、リサが子馬が欲しいと書いて、「毎年子馬が欲しいと書いてるけど…子馬はサンタさんのソリには大きすぎて乗せられないの。」と答え、次にバートの願い事を読む。そこには「刺青」と書いてあり、マージとホーマーをバートの願い事に怒る。だが、ホーマーは、「刺青したいなら自分の小遣いでやれ。」と言ってマージに窘められる。そんな会話の最中、マージの姉のパティから電話がかかり、今年のクリスマス・イブはセルマと一緒にシンプソン家を訪問すると伝えてくる。この電話のやりとりで既にマージの姉達とホーマーの仲が悪い様子が表現されている。
この後、場面は切り替わり、ホーマーがクリスマスの夜に備えて家に電飾を飾っているシーンに切り替わる。それを見守るバートとリサとマギー。電飾はほとんどの電球が切れているのか、電源を入れても、まともに点灯せず、そこへ同じく家に電飾をしていた隣人のネッド・フランダースとその子のトッドが現れる。フランダースの電飾は派手なくらいに見事に点灯し、それに対して驚くバート、愚痴を垂れるホーマー。その後、シーンは切り替わり今度はシンプソン家の夕食シーンとなる。そして家族全員で買い物に行くことになり、ホーマーはマージに「クリスマス貯金はいつもどこに隠してるんだ？」と聞く、それに対してマージは「それは秘密よ」と返事して、「ちょっと向こうを向いてて」とホーマーに告げる。ホーマーが向こうを向いている間に、マージは塔のような髪型の中からクリスマス貯金を取り出す。取り出された貯金を見て、「だいぶ貯まったな。」と喜ぶホーマー。
そして、ホーマーを除く一家はショッピング・モールへと買い物に出かけていく。そこで他の家族が他の品物を見ている間、バートがイレズミ・ショップ（TATTOO PARLOR）を見つけ、ハートマークにMotherとデザインされている刺青を見つけ、これならマージからも喜ばれると思いその刺青をしてくれと店員に頼んでしまう。そこで場面はホーマーが働いているスプリングフィールド原子力発電所へと切り替わり、そこへ社内放送があり、今年は幹部以外は冬のボーナスはゼロだと発表され、「あとはクリスマス貯金が頼りだ。」と落ち込むホーマー。ここで場面はマージらの買い物シーンへと戻り、居なくなったバートを探してマージはイレズミ・ショップにバートが居るのを発見する。そこでマージはバートが刺青をしたことに驚き、バートをイレズミ・ショップから引きずり出してそのまま医者の元へと連れて行く。そこで、レーザー手術により、刺青は簡単に消せると言われるが、治療費が高く、現金前払いを要求されて、マージは泣くなくクリスマス貯金からその治療費を支払う事にし、「あとはホーマーのボーナスが頼り」と嘆く。その後、バートの刺青はレーザーで消去され、彼らは自宅へと戻る。居間でバートの治療跡にリサとマギーがちょっかい出しているところへホーマーが帰宅し、マージから刺青の治療の為にクリスマス貯金を全部使ってしまった事を知らされてホーマーはショックを受ける。この状況になって、冬のボーナスはカットされた事を家族に言えないホーマーは、今年のクリスマスプレゼントは自分が用意するとマージに告げる。
そして、スーパーマーケットに繰り出すホーマー、マージ用にパンスト、バートにはノートを、マギーへのプレゼントにペット犬用のおもちゃのポークチョップのを購入する。そして、買い物を終えたホーマーはスーパーの出口でトッドを連れたネッド・フランダースとぶつかってしまいお互いの買い物を周囲に落としてしまう。彼らがたくさんの買い物を抱えて帰宅するのを寂しげに見送るホーマー。この後、ホーマーはモーの店へと寄る。元気の無いホーマーの姿を心配したのか店のオーナー兼バーテンのモー・シズラックがホーマーに「クリスマスなんだから暗い顔すんなよ。」と声をかける。そこへ入り口からサンタの格好をしたバーニー・ガンベルが登場し、「ようみんな今夜は俺がおごるぜ」と声をかけてくる。ちなみに店内はモーとホーマー以外は誰もいない。気前の良いバーニーの様子を見たホーマーは彼からショッピング・モールでサンタの仕事があると聞かされ、さっそくサンタの仕事をする為に面接へと赴く、そして採用されて、サンタの講習を受けることになる。
講習の教官から色々と指導されて、へとへとになって家に帰ってくるホーマー、そこへマージがパティらマージの姉達が来ている事を知らされ「ドォッ！」と言って落ち込む。険悪なムードの中、パティらに挨拶したホーマーは、姉達に「クリスマスなのにクリスマス・ツリーが無い」と言われ、「今から取りに行くんです！」と返事し、そのまま車でツリー探しに出かけていく。そして、他人の所有地と思われる森からツリー用の木を調達してくる。そして、場面は切り替わり、次はホーマーがショッピング・モールでサンタの仕事をしているシーンとなる。ツリーの前に用意されたソファに座り、子供に語りかけるホーマー、「腹が減ったから食わせてくれ。」と言って子供が持っているドーナッツをかじり、その瞬間をサンタとの記念写真を撮る為に待機していた写真家に撮影されてしまう。そんなホーマーの様子をモールの上階から眺めるバートとミルハウス達は、サンタの髭を毟ろうと言い出し、その結果、バートがサンタ姿のホーマーの膝の上に乗ることに。ホーマーはバートが現れた事に驚くが、バートはそのサンタがホーマーである事に気づかず、髭を取ってからサンタがホーマーだった事がわかりびっくりする。その後、二人は裏小屋みたいなところに入り、ホーマーはバートにサンタの仕事をしている理由を打ち明ける。それに対しバートは、ホーマーに悪戯した事を詫び、そして「親父がこんなことまでしてくれて嬉しいよ」と感謝の意を述べる。バートの様子を見て安心したホーマーはそのままサンタの仕事をし、そして二人で一緒にサンタの仕事の給料を受け取る為に給料配布所へ並び、働くことの大切さをバートに語るホーマー、だが、小切手を受け取ったホーマーはその金額が13ドルという安さに驚き、慌てて給料配布所の職員にこの事を問いただすが、職員に元の給料の120ドルから社会保険、雇用保険、サンタの講習費と衣装代と髭代等の経費を差し引かれた事を早口で淡々と告げられて、落ち込んでしまう。と、落ち込んでいるところへサンタ姿のバーニーが再び現れ、ドッグレースがある事を知らされて、これから一緒に行こうと誘われる。だが、イブの晩にギャンブルに行く事を嫌がるホーマー、だが、バートに「テレビではクリスマスには貧しい子の家に奇跡が起こる。」と言われ、ドッグレースへと行くことに。
ここで、場面はシンプソン家の居間に切り替わる。そこにはマージ、リサそしてマージの姉達とホーマーの父のエイブ・シンプソンがおり、ホーマーの帰りを待ちわびていた。さて、スプリングフィールドのドッグレース場（Springfield Downs）へ到着したホーマー達、バーニーは自分が推すワールウィンド(背番号6番)という犬に賭けることにし、ホーマーはサンタズ・リトル・ヘルパー(サンタの助っ人)という犬に賭けることにする。だが、レースの結果、ワールウィンドが1位となり、ホーマーが賭けたサンタズ・リトル・ヘルパーは最下位で終わった。その後、レース場外で当たり券が落ちていないか二人で探すことに、その横をダリアという女を乗せたバーニーの車が通り、「6番に賭けろって言っただろう。」とホーマーらに告げ、その場から去っていく。その後も二人は当たり券が無いか場外周辺を探すが、そこへドッグレース犬の持ち主の「この役立たずの犬めっ！」という罵声が聞こえてくる。その追い出された犬は先ほどのレースで最下位だったサンタズ・リトル・ヘルパーであり、犬は狙いを定めたかのようにホーマーの腕の中に飛び込んでくる。ホーマーは犬の顔を見て、「俺達同類かな。」と言い、家に連れて帰ることに。ここで場面は切り替わり、シンプソンズ家の居間のシーンとなる。「そろそろ警察に知らせようかしら。」と言うマージに対し、「大丈夫、帰ってくるわよ。千鳥足で。」と皮肉るパティとセルマ。そんな中、ホーマーが居間に現れ、そしてボーナスが無く、みんなの心配をさせまいとサンタのバイトをしたが･･･と告白する。そこへ話を遮るようにバートが「クリスマスのプレゼントだよ。」と言って、サンタズ・リトル・ヘルパーをみんなに紹介する。犬が現れた瞬間、マージとリサは大喜び。こうして、クリスマス・イブの夜はハッピーエンドで終わった。

## 付記
- このエピソードは、現在では定番となっているオープニング(オープニング・シークエンス)が無い[3]。
- 最初のクリスマス発表会の中でのリサの格好について、下半身が裸ではないのか？との疑問がマット・グレイニングらの元に寄せられ、彼はその疑問に対し「リサはタイツを履いている」と返答している[3]。
- バートが刺青を入れたシーンについても、なぜイレズミ・ショップの店員が未成年に刺青を入れたのか？という質問が寄せられ、その対応に苦慮したと述べている[3]。
- 刺青処理後、バートが居間でソファに座っている際に、リサとマギーにちょっかいだされているシーンはフォックステレビからこれは駄目だと言われていた。日本語版では問題無いように思われるが、このシーンで「股間」という言葉が使われていたのが原因のようである[3]。
- バートの決まり文句「アイカランバ！」はこの刺青を消す手術を行う際にバートが発している[3]。
- クリスマス発表会において、バートが歌う替え歌はグレイニングが子供の頃に作られた替え歌であり、彼はその歌詞を無断で使用したと後に語っている[3]。
- 初期のエピソードではマギーが転ぶシーンがあるが、マギーの存在を印象付ける為、意図的に転倒させていたと述べている[3]。
- ジェームズ・L・ブルックスらによると、シンプソンズは比較的貧しい家庭であると設定されており、その為か初期の頃は倹約しているシーンが随所に入れられていた[3]。
- シンプソンズの声優名は放送開始後、1年半その名前が伏せられていた[3]。
- ネッド・フランダースは当初は信心深い人物という設定ではなかった[3]。
- このエピソードにおいて、ホーマーとマージ、バートとリサとマギー、そしてホーマーの父エイブとマージの姉のパティ・ブービエとセルマ、バートの親友ミルハウス・バンホーテンと校長のシーモア・スキナー、ホーマーの働く原子力発電所の社長モンティ・バーンズと声だけの出演だがウェイロン・スミサーズ、ホーマーの常連店であるモーの店の主人モー・シズラックとホーマーの親友バーニー・ガンベル、隣人のネッド・フランダースとその子トッド、そしてスノーボールIIとサンタズ・リトル・ヘルパー。また、小学校の音楽教師のデューイ・ラルゴと生徒のルイスが登場している[3]。
- 放送開始直後は、各キャラクターの黒目の大きさの基準が定まっておらず、デビット・シルバーマンが目玉の大きさの7分のⅠにすると定めた[3]。
- シンプソンズを作り上げるにおいて、グレイニングらはあまりリアルでは無いアニメキャラクター達に視聴者が自分の姿をそのキャラクター達に投影させて、共感を得て欲しいと考えていた。また、日常のささやかな情景を描いていたとも述べている[3]。
- ホーマーがサンタの講習を受けるシーンで、黒板の前で語っているところはリチャード・ニクソンを元ネタにしたジョーク(ニクソン・ジョーク)である[3]。
- ホーマーがクリスマス・ツリーを盗むシーンについて、制作時にこれを入れるべきか迷ったとグレイニングらは述べている[3]。
- ミルハウスの名前はリチャード・ニクソンの名前から取られている[3]。
- ホーマーが給料を受け取る給料配布所の職員の声はオリジナル版ではナンシー・カートライトが担当している[3]。
- バートが「クリスマスには貧しい子に奇跡が起こる。」というシーンでマッチ売りの少女に続きチャーリー・ブラウンやスマーフなどの他のアニメのキャラクターを例に挙げる。
- このエピソードの頃のバーニー・ガンベルの髪の色は黄色だったが後に茶色に変更された、またバーニーのモデルは『原始家族フリントストーン』に登場するバーニー・ラブル(en:Barney Rubble)である[3]。
- シンプソンズを開始する頃、フォックステレビはゴールデンタイムの30分間、視聴者が飽きずに見ていられるのかを心配して、7分間のストーリーを3本放送する事を提案してきていた。また、アメリカではシンプソンズが放送されるまで、ゴールデンタイムにアニメ番組が放送される事は20年間無かった[3]。
- ドッグレース犬だったサンタズ・リトル・ヘルパーをホーマー達がペットとして飼う事にしたことについては多くの人々から称賛の手紙が寄せられたと述べている。オリジナル版放送当時、アメリカではドッグレース犬の虐待が問題化していた[3]。